# Словакия на Играх доброй воли
Словакия принимала участие в летних Играх доброй воли, начиная с Игр 1994 года. Также принимала участие в зимних Играх 2000 года.
До 1994 года спортсмены Словакии принимали участие в Играх в составе команды Чехословакии.
На всех Играх спортивные делегации Словакии завоевали всего 5 медалей, из них 1 золотую.

## Медальный зачёт

### Медали на летних Играх
| Игры                 | Золото                                     | Серебро                                    | Бронза                                     | Всего                                      | Место                                      |
| 1986, 1990           | участвовали в составе команды Чехословакии | участвовали в составе команды Чехословакии | участвовали в составе команды Чехословакии | участвовали в составе команды Чехословакии | участвовали в составе команды Чехословакии |
| Санкт-Петербург 1994 | 0                                          | 0                                          | 2                                          | 2                                          | 48                                         |
| 1998                 | не участвовали                             | не участвовали                             | не участвовали                             | не участвовали                             | не участвовали                             |
| Брисбен 2001         | 1                                          | 0                                          | 1                                          | 2                                          | 27                                         |
| Всего                | 1                                          | 0                                          | 3                                          | 4                                          |                                            |

### Медали на зимних Играх
| Игры             | Золото | Серебро | Бронза | Всего | Место |
| Лейк-Плэсид 2000 | 0      | 1       | 0      | 1     | 16    |